# فال روس
فال روس هي كاتبة للأطفال وكاتِبة وصحفية كندية، ولدت في 17 أكتوبر 1950، وتوفيت في 17 فبراير 2008.